# Snooker-Saison 2021/22
Die Snooker-Saison 2021/22 war eine Serie von Snooker-Turnieren, die der World Snooker Tour angehörten.

## Saisonergebnisse
| Datum                                 | Turnier                       | Austragungsort | Art                   | Sieger            | Finalist          | Ergebnis |
| ------------------------------------- | ----------------------------- | -------------- | --------------------- | ----------------- | ----------------- | -------- |
| 18. Juli bis 13. August 2021          | Championship League 2021/2    | Leicester      | Weltranglistenturnier | David Gilbert     | Mark Allen        | 3:1      |
| 16. bis 22. August 2021               | British Open 2021             | Leicester      | Weltranglistenturnier | Mark Williams     | Gary Wilson       | 6:4      |
| 9. bis 17. Oktober 2021               | Northern Ireland Open 2021    | Belfast        | Weltranglistenturnier | Mark Allen        | John Higgins      | 9:8      |
| 1. bis 7. November 2021               | English Open 2021             | Milton Keynes  | Weltranglistenturnier | Neil Robertson    | John Higgins      | 9:8      |
| 15. bis 21. November 2021             | Champion of Champions 2021    | Bolton         | Einladungsturnier     | Judd Trump        | John Higgins      | 10:4     |
| 23. November bis 5. Dezember 2021     | UK Championship 2021          | York           | Weltranglistenturnier | Zhao Xintong      | Luca Brecel       | 10:5     |
| 6. bis 12. Dezember 2021              | / Scottish Open 2021          | Llandudno      | Weltranglistenturnier | Luca Brecel       | John Higgins      | 9:5      |
| 13. bis 19. Dezember 2021             | World Grand Prix 2021         | Coventry       | Weltranglistenturnier | Ronnie O’Sullivan | Neil Robertson    | 10:8     |
| 20. Dezember 2021 bis 3. Februar 2022 | Championship League 2021/22   | Leicester      | Einladungsturnier     | John Higgins      | Stuart Bingham    | 3:2      |
| 9. bis 16. Januar 2022                | Masters 2022                  | London         | Einladungsturnier     | Neil Robertson    | Barry Hawkins     | 10:4     |
| 20. bis 23. Januar 2022               | Shoot Out 2022                | Leicester      | Weltranglistenturnier | Hossein Vafaei    | Mark Williams     | 71:0 1   |
| 26. bis 30. Januar 2022               | German Masters 2022           | Berlin         | Weltranglistenturnier | Zhao Xintong      | Yan Bingtao       | 9:0      |
| 7. bis 13. Februar 2022               | Players Championship 2022     | Wolverhampton  | Weltranglistenturnier | Neil Robertson    | Barry Hawkins     | 10:5     |
| 21. bis 27. Februar 2022              | European Masters 2022         | Milton Keynes  | Weltranglistenturnier | Fan Zhengyi       | Ronnie O’Sullivan | 10:9     |
| 28. Februar bis 6. März 2022          | Welsh Open 2022               | Newport        | Weltranglistenturnier | Joe Perry         | Judd Trump        | 9:5      |
| 7. bis 13. März 2022                  | Turkish Masters 2022          | Antalya        | Weltranglistenturnier | Judd Trump        | Matthew Selt      | 10:4     |
| 24. bis 26. März 2022                 | Gibraltar Open 2022           | Gibraltar      | Weltranglistenturnier | Robert Milkins    | Kyren Wilson      | 4:2      |
| 28. März bis 3. April 2022            | Tour Championship 2022        | Llandudno      | Weltranglistenturnier | Neil Robertson    | John Higgins      | 10:9     |
| 16. April bis 2. Mai 2022             | Snookerweltmeisterschaft 2022 | Sheffield      | Weltranglistenturnier | Ronnie O’Sullivan | Judd Trump        | 18:13    |

## Spieler der Main Tour 2021/22
Neben den 64 bestplatzierten Spielern der Weltrangliste am Ende der Saison 2020/21 und 27 weiteren Spielern, die 2020 die Startberechtigung für zwei Jahre erhalten hatten, bekamen folgende 31 Spieler einen Startplatz für die Spielzeiten 2021/22 und 2022/23: Zum ersten Mal waren auch Spielerinnen direkt für die Maintour qualifiziert, die besten zwei Spielerinnen der World Women’s Snooker Tour:
| Qualifikation über die Ein-Jahres-Rangliste - Chang Bingyu - Igor Figueiredo - Xu Si - Louis Heathcote - Chen Zifan - Jamie O’Neill - Andy Hicks - Gerard Greene Qualifikation über die CBSA China Tour: - Wu Yize - Zhang Jiankang - Cao Yupeng - Zhang Anda Qualifikation über die World Women’s Snooker Tour: - Reanne Evans - Ng On Yee Aufgeschobene Tour Card: 1 - Andrew Pagett (EBSA-Europameister 2020) | Qualifikation über die Q School (Turnier 1, Turnier 2, Turnier 3, Order of Merit) - Peter Lines - Fraser Patrick - Jackson Page - Yuan Sijun - Barry Pinches - Craig Steadman - Michael Judge - Alfie Burden - Ian Burns - Lei Peifan - Dean Young - Duane Jones - Hammad Miah - Mitchell Mann Invitational Tour Card - Marco Fu - Jimmy White |